# Llista de topònims d'Oliana
Llista de topònims (noms propis de lloc) del municipi d'Oliana, a l'Alt Urgell
Informació actualitzada per un bot. Els canvis manuals es perdran quan s'actualitzi!

## castell
| imatge | Nom                   | Ubicat a | instància de | Detalls                                   | coordenades                                                                    | Protecció                                            | Commons (més fotos)   | Dades a WD                    |
| ------ | --------------------- | -------- | ------------ | ----------------------------------------- | ------------------------------------------------------------------------------ | ---------------------------------------------------- | --------------------- | ----------------------------- |
|        | Castell d'Oliana      | Oliana   | castell      | Estil: arquitectura romànica 10th century | 42° 05′ 08″ N, 1° 17′ 58″ E / 42.0856°N,1.29944°E ca:Al nord d'Oliana 547 msnm | bé d'interès cultural bé cultural d'interès nacional | Castell d'Oliana      | Modifica les dades a Wikidata |
|        | Castell de les Anoves | Oliana   | castell      | Estil: arquitectura romànica              | 42° 07′ 18″ N, 1° 19′ 35″ E / 42.1218°N,1.32641°E                              | bé integrant del patrimoni cultural català           | Castell de les Anoves | Modifica les dades a Wikidata |

## edifici
| imatge | Nom                                  | Ubicat a | instància de | Detalls            | coordenades                                        | Protecció                                  | Commons (més fotos) | Dades a WD                    |
| ------ | ------------------------------------ | -------- | ------------ | ------------------ | -------------------------------------------------- | ------------------------------------------ | ------------------- | ----------------------------- |
|        | Biblioteca Pública Municipal Escaler | Oliana   | edifici      | Estil: noucentisme | 42° 04′ 06″ N, 1° 18′ 48″ E / 42.06832°N,1.31321°E | bé integrant del patrimoni cultural català |                     | Modifica les dades a Wikidata |
|        | Centre d'Assistència Primària        | Oliana   | edifici      |                    | 42° 04′ 02″ N, 1° 18′ 47″ E / 42.06718°N,1.31296°E | bé integrant del patrimoni cultural català |                     | Modifica les dades a Wikidata |

## embassament
| imatge | Nom            | Ubicat a                                             | instància de                                                 | Detalls                                         | coordenades                                                                    | Protecció                                  | Commons (més fotos) | Dades a WD                    |
| ------ | -------------- | ---------------------------------------------------- | ------------------------------------------------------------ | ----------------------------------------------- | ------------------------------------------------------------------------------ | ------------------------------------------ | ------------------- | ----------------------------- |
|        | pantà d'Oliana | Oliana Peramola Coll de Nargó                        | embassament Ús: energia hidroelèctrica regadiu aigua potable | Superfície: 433ha Volum: 12.6hm³ Conca: 2762km² | 42° 05′ 56″ N, 1° 17′ 47″ E / 42.09896944444444°N,1.296422222222222°E 518 msnm | bé integrant del patrimoni cultural català | Pantà d'Oliana      | Modifica les dades a Wikidata |
|        | pantà de Rialb | la Baronia de Rialb Tiurana Bassella Oliana Peramola | embassament                                                  | Conca: 3320km²                                  | 41° 56′ 25″ N, 1° 11′ 38″ E / 41.94037222°N,1.193775°E                         |                                            | Pantà de Rialb      | Modifica les dades a Wikidata |

## entitat singular de població
| imatge | Nom                 | Ubicat a | instància de                                   | Detalls  | coordenades                                                       | Protecció | Commons (més fotos) | Dades a WD                    |
| ------ | ------------------- | -------- | ---------------------------------------------- | -------- | ----------------------------------------------------------------- | --------- | ------------------- | ----------------------------- |
|        | Oliana              | Oliana   | entitat singular de població capital municipal | 1733 hab | 42° 04′ 08″ N, 1° 18′ 49″ E / 42.06895°N,1.31353°E 443 msnm       |           |                     | Modifica les dades a Wikidata |
|        | el Castell (Oliana) | Oliana   | entitat singular de població                   | 82 hab   | 42° 04′ 53″ N, 1° 18′ 14″ E / 42.081334°N,1.303955°E 462 msnm     |           | El Castell (Oliana) | Modifica les dades a Wikidata |
|        | les Anoves          | Oliana   | entitat singular de població                   | 13 hab   | 42° 07′ 43″ N, 1° 19′ 36″ E / 42.12847778°N,1.32656111°E 756 msnm |           | Les Anoves          | Modifica les dades a Wikidata |

## església
| imatge | Nom                              | Ubicat a | instància de              | Detalls                                   | coordenades | Protecció                                  | Commons (més fotos)                    | Dades a WD                    |
| ------ | -------------------------------- | -------- | ------------------------- | ----------------------------------------- | --- | ------------------------------------------ | -------------------------------------- | ----------------------------- |
|        | Mare de Déu dels Àngels d'Oliana | Oliana   | església                  | Estil: arquitectura popular               | 42° 04′ 09″ N, 1° 18′ 49″ E / 42.069054°N,1.313518°E                                                                   | bé integrant del patrimoni cultural català | Mare de Déu dels Àngels d'Oliana       | Modifica les dades a Wikidata |
|        | Sant Andreu                      | Oliana   | església                  | Estil: arquitectura barroca               | 42° 03′ 54″ N, 1° 18′ 52″ E / 42.0651°N,1.31443°E                                                                      | bé cultural d'interès local                | Sant Andreu d'Oliana                   | Modifica les dades a Wikidata |
|        | Sant Andreu del Castell d'Oliana | Oliana   | església                  | Estil: arquitectura romànica 11st century | 42° 05′ 09″ N, 1° 17′ 58″ E / 42.08574°N,1.299342°E ca:El Castell d'Oliana 547 msnm                                    | bé integrant del patrimoni cultural català | Sant Andreu del Castell                | Modifica les dades a Wikidata |
|        | Sant Gil del Mas d'Eroles        | Oliana   | església                  | Estil: arquitectura romànica              | 42° 06′ 30″ N, 1° 18′ 41″ E / 42.1084°N,1.31126°E                                                                      | bé integrant del patrimoni cultural català | Sant Gil del Mas d'Eroles              | Modifica les dades a Wikidata |
|        | Sant Jaume de Graell             | Oliana   | església                  | Estil: arquitectura popular               | 42° 03′ 22″ N, 1° 18′ 40″ E / 42.056024°N,1.311223°E                                                                   | bé integrant del patrimoni cultural català | Sant Jaume de Graell                   | Modifica les dades a Wikidata |
|        | Sant Joan de les Anoves          | Oliana   | església edifici històric | Estil: arquitectura romànica              | 42° 08′ 13″ N, 1° 20′ 36″ E / 42.136951°N,1.343457°E 42° 08′ 13″ N, 1° 20′ 37″ E / 42.136848136622°N,1.3435365464652°E | bé integrant del patrimoni cultural català | Sant Joan de les Anoves                | Modifica les dades a Wikidata |
|        | Santa Eulàlia de les Anoves      | Oliana   | església                  | Estil: arquitectura romànica              | 42° 07′ 47″ N, 1° 19′ 57″ E / 42.1296°N,1.3326°E                                                                       | bé cultural d'interès local                | Santa Eulàlia de les Anoves            | Modifica les dades a Wikidata |
|        | capella del Sant Nom de Jesús    | Oliana   | església                  |                                           | 42° 04′ 16″ N, 1° 18′ 41″ E / 42.07113°N,1.31139°E                                                                     | bé integrant del patrimoni cultural català | Capella del Sant Nom de Jesús (Oliana) | Modifica les dades a Wikidata |

## font
| imatge | Nom               | Ubicat a | instància de | Detalls                     | coordenades                                                         | Protecció                                  | Commons (més fotos) | Dades a WD                    |
| ------ | ----------------- | -------- | ------------ | --------------------------- | ------------------------------------------------------------------- | ------------------------------------------ | ------------------- | ----------------------------- |
|        | font d'Avellanet  | Oliana   | font         |                             | 42° 07′ 55″ N, 1° 21′ 28″ E / 42.1318988796691°N,1.35778509124702°E |                                            |                     | Modifica les dades a Wikidata |
|        | font d'Oliana     | Oliana   | font         | Estil: arquitectura popular | 42° 03′ 59″ N, 1° 18′ 50″ E / 42.06638°N,1.31387°E                  | bé integrant del patrimoni cultural català | Font d'Oliana       | Modifica les dades a Wikidata |
|        | font de Bàstigues | Oliana   | font         |                             | 42° 07′ 01″ N, 1° 18′ 35″ E / 42.1168165291504°N,1.30961989163832°E |                                            |                     | Modifica les dades a Wikidata |
|        | font de Sant Gili | Oliana   | font         |                             | 42° 06′ 16″ N, 1° 18′ 46″ E / 42.104562618817°N,1.31290856316891°E  |                                            |                     | Modifica les dades a Wikidata |
|        | font de l'Àlber   | Oliana   | font         |                             | 42° 03′ 53″ N, 1° 20′ 00″ E / 42.064652020421°N,1.3333287688246°E   |                                            |                     | Modifica les dades a Wikidata |
|        | les Fonts         | Oliana   | font         |                             | 42° 03′ 20″ N, 1° 19′ 35″ E / 42.055543853131°N,1.3263162484332°E   |                                            |                     | Modifica les dades a Wikidata |

## masia
| imatge | Nom              | Ubicat a | instància de | Detalls                     | coordenades                                                                  | Protecció                                  | Commons (més fotos)       | Dades a WD                    |
| ------ | ---------------- | -------- | ------------ | --------------------------- | ---------------------------------------------------------------------------- | ------------------------------------------ | ------------------------- | ----------------------------- |
|        | Bàstigues        | Oliana   | masia        |                             | 42° 06′ 58″ N, 1° 18′ 35″ E / 42.1162493680675°N,1.30963496808152°E          |                                            |                           | Modifica les dades a Wikidata |
|        | Ca l'Hortonoves  | Oliana   | masia        |                             | 42° 07′ 18″ N, 1° 19′ 35″ E / 42.1216392971548°N,1.32651251840749°E          |                                            |                           | Modifica les dades a Wikidata |
|        | Ca l'Oliva       | Oliana   | masia        |                             | 42° 04′ 47″ N, 1° 18′ 10″ E / 42.0796263305047°N,1.30264074748001°E 451 msnm |                                            | Ca l'Oliva (Oliana)       | Modifica les dades a Wikidata |
|        | Cal Bitllar      | Oliana   | masia        |                             | 42° 07′ 43″ N, 1° 20′ 23″ E / 42.1287206805848°N,1.3397071645534°E           |                                            |                           | Modifica les dades a Wikidata |
|        | Cal Cabó         | Oliana   | masia        |                             | 42° 04′ 24″ N, 1° 18′ 41″ E / 42.0732516259611°N,1.31129646600803°E          |                                            |                           | Modifica les dades a Wikidata |
|        | Cal Carró        | Oliana   | masia        |                             | 42° 04′ 15″ N, 1° 18′ 51″ E / 42.0708730935372°N,1.31429681798672°E          |                                            |                           | Modifica les dades a Wikidata |
|        | Cal Cinta        | Oliana   | masia        |                             | 42° 05′ 06″ N, 1° 18′ 12″ E / 42.0850857616046°N,1.30336569344142°E          |                                            |                           | Modifica les dades a Wikidata |
|        | Cal Codina       | Oliana   | masia        |                             | 42° 04′ 51″ N, 1° 18′ 01″ E / 42.0809166117981°N,1.30036979239136°E          |                                            |                           | Modifica les dades a Wikidata |
|        | Cal Girald       | Oliana   | masia        |                             | 42° 04′ 47″ N, 1° 18′ 14″ E / 42.079761236095°N,1.30384607974615°E 457 msnm  |                                            | Cal Girald (Oliana)       | Modifica les dades a Wikidata |
|        | Cal Lluís        | Oliana   | masia        |                             | 42° 07′ 18″ N, 1° 19′ 34″ E / 42.121677429274°N,1.32603972109702°E           |                                            |                           | Modifica les dades a Wikidata |
|        | Cal Mateuet      | Oliana   | masia        |                             | 42° 04′ 50″ N, 1° 18′ 17″ E / 42.0806457402282°N,1.30458415272654°E          |                                            |                           | Modifica les dades a Wikidata |
|        | Cal Peramola     | Oliana   | masia        |                             | 42° 04′ 50″ N, 1° 19′ 27″ E / 42.0805296653675°N,1.32426884949838°E          |                                            |                           | Modifica les dades a Wikidata |
|        | Cal Pere Vallès  | Oliana   | masia        |                             | 42° 04′ 52″ N, 1° 18′ 19″ E / 42.0812401932678°N,1.30519698090296°E          |                                            |                           | Modifica les dades a Wikidata |
|        | Cal Petit        | Oliana   | masia        |                             | 42° 03′ 09″ N, 1° 18′ 25″ E / 42.052559522152°N,1.3070601986432°E            |                                            |                           | Modifica les dades a Wikidata |
|        | Cal Puit         | Oliana   | masia        |                             | 42° 07′ 19″ N, 1° 19′ 36″ E / 42.1219118456096°N,1.32667470695657°E          |                                            |                           | Modifica les dades a Wikidata |
|        | Cal Reixar       | Oliana   | masia        |                             | 42° 04′ 21″ N, 1° 18′ 22″ E / 42.0725464557803°N,1.30622615004242°E          |                                            |                           | Modifica les dades a Wikidata |
|        | Cal Solà         | Oliana   | masia        |                             | 42° 05′ 14″ N, 1° 20′ 38″ E / 42.0873186473498°N,1.34400359322809°E          |                                            |                           | Modifica les dades a Wikidata |
|        | Cal Torrent      | Oliana   | masia        |                             | 42° 04′ 54″ N, 1° 19′ 02″ E / 42.0816710370544°N,1.31733561382643°E          |                                            |                           | Modifica les dades a Wikidata |
|        | Cal Vetó         | Oliana   | masia        |                             | 42° 08′ 11″ N, 1° 20′ 37″ E / 42.1365226086142°N,1.3436294734016°E           |                                            |                           | Modifica les dades a Wikidata |
|        | Cal Vidal        | Oliana   | masia        |                             | 42° 04′ 53″ N, 1° 18′ 18″ E / 42.081349788229°N,1.3050859245307°E            |                                            |                           | Modifica les dades a Wikidata |
|        | Casa Cubilà      | Oliana   | masia        | Estil: arquitectura popular | 42° 07′ 42″ N, 1° 19′ 37″ E / 42.128431°N,1.327025°E                         | bé integrant del patrimoni cultural català | Casa Cubilà de les Anoves | Modifica les dades a Wikidata |
|        | Casa Pla         | Oliana   | masia        | Estil: arquitectura popular | 42° 07′ 40″ N, 1° 19′ 36″ E / 42.127752°N,1.326753°E                         | bé integrant del patrimoni cultural català | Casa Pla de les Anoves    | Modifica les dades a Wikidata |
|        | Graell           | Oliana   | masia        |                             | 42° 03′ 19″ N, 1° 18′ 47″ E / 42.055349252537°N,1.3130283586975°E            |                                            |                           | Modifica les dades a Wikidata |
|        | Mas les Eroles   | Oliana   | masia        | Estil: arquitectura popular | 42° 06′ 27″ N, 1° 19′ 01″ E / 42.107481°N,1.317018°E                         | bé integrant del patrimoni cultural català | Mas les Eroles            | Modifica les dades a Wikidata |
|        | Masia de Xinxola | Oliana   | masia        |                             | 42° 03′ 38″ N, 1° 19′ 34″ E / 42.0606804579438°N,1.3261445834514°E           |                                            |                           | Modifica les dades a Wikidata |
|        | Masia del Girald | Oliana   | masia        |                             | 42° 05′ 01″ N, 1° 18′ 19″ E / 42.0836928251287°N,1.30539767116673°E          |                                            |                           | Modifica les dades a Wikidata |
|        | Vilars           | Oliana   | masia        |                             | 42° 04′ 23″ N, 1° 19′ 41″ E / 42.0729844543741°N,1.32810588213798°E          |                                            |                           | Modifica les dades a Wikidata |
|        | el Molí          | Oliana   | masia        |                             | 42° 08′ 02″ N, 1° 20′ 03″ E / 42.1339010839076°N,1.33424800640608°E          |                                            |                           | Modifica les dades a Wikidata |
|        | el Soler         | Oliana   | masia        |                             | 42° 08′ 23″ N, 1° 21′ 03″ E / 42.139653496822°N,1.350723768305°E             |                                            |                           | Modifica les dades a Wikidata |
|        | la Teuleria      | Oliana   | masia        |                             | 42° 03′ 59″ N, 1° 19′ 47″ E / 42.0664323556954°N,1.32964365938329°E          |                                            |                           | Modifica les dades a Wikidata |

## muntanya
| imatge | Nom                   | Ubicat a                             | instància de | Detalls | coordenades                                                             | Protecció | Commons (més fotos)   | Dades a WD                    |
| ------ | --------------------- | ------------------------------------ | ------------ | ------- | ----------------------------------------------------------------------- | --------- | --------------------- | ----------------------------- |
|        | Cap dels Obacs        | Oliana                               | muntanya     |         | 42° 06′ 09″ N, 1° 18′ 59″ E / 42.10241111°N,1.31626667°E 638.2 msnm     |           |                       | Modifica les dades a Wikidata |
|        | Pic de Turp           | Fígols i Alinyà Oliana Coll de Nargó | muntanya     |         | 42° 09′ 04″ N, 1° 20′ 50″ E / 42.1511470485°N,1.34727840172°E 1621 msnm |           | Pic de Turp           | Modifica les dades a Wikidata |
|        | Roc de les Hores      | Oliana                               | muntanya     |         | 42° 05′ 19″ N, 1° 17′ 52″ E / 42.0887°N,1.29776°E 695.6 msnm            |           |                       | Modifica les dades a Wikidata |
|        | Roc de les Tres Creus | Oliana                               | muntanya     |         | 42° 05′ 29″ N, 1° 18′ 34″ E / 42.091256°N,1.309484°E 854 msnm           |           | Roc de les Tres Creus | Modifica les dades a Wikidata |
|        | Roca Alta             | Oliana Coll de Nargó                 | muntanya     |         | 42° 08′ 50″ N, 1° 20′ 32″ E / 42.1471°N,1.34221°E 1501.4 msnm           |           | Roca Alta (Oliana)    | Modifica les dades a Wikidata |
|        | Tossal de la Creu     | Oliana Odèn                          | muntanya     |         | 42° 06′ 54″ N, 1° 19′ 37″ E / 42.11511111°N,1.32688611°E 975 msnm       |           |                       | Modifica les dades a Wikidata |
|        | Tossal de la Pinyassa | Oliana Odèn                          | muntanya     |         | 42° 08′ 43″ N, 1° 21′ 30″ E / 42.1453°N,1.35828°E 1474 msnm             |           | Tossal de la Pinyassa | Modifica les dades a Wikidata |
|        | Tossal del Torrent    | Oliana                               | muntanya     |         | 42° 05′ 31″ N, 1° 19′ 21″ E / 42.092°N,1.32250278°E 641.3 msnm          |           |                       | Modifica les dades a Wikidata |
|        | el Coscoller          | Odèn Oliana                          | muntanya     |         | 42° 07′ 40″ N, 1° 21′ 16″ E / 42.127821°N,1.35435°E 1299 msnm           |           | El Coscoller (Odèn)   | Modifica les dades a Wikidata |
|        | el Pedró              | Odèn Oliana                          | muntanya     |         | 42° 08′ 31″ N, 1° 21′ 54″ E / 42.14205278°N,1.36494444°E 1448 msnm      |           |                       | Modifica les dades a Wikidata |
|        | la Roca Plana         | Oliana                               | muntanya     |         | 42° 05′ 40″ N, 1° 19′ 15″ E / 42.0945°N,1.3207°E 782.2 msnm             |           |                       | Modifica les dades a Wikidata |

## nucli de població
| imatge | Nom                  | Ubicat a | instància de      | Detalls | coordenades                                                       | Protecció | Commons (més fotos) | Dades a WD                    |
| ------ | -------------------- | -------- | ----------------- | ------- | ----------------------------------------------------------------- | --------- | ------------------- | ----------------------------- |
|        | el Clot de la Guineu | Oliana   | nucli de població |         | 42° 04′ 15″ N, 1° 19′ 07″ E / 42.070742314488°N,1.318664442764°E  |           |                     | Modifica les dades a Wikidata |
|        | la Colònia           | Oliana   | nucli de població |         | 42° 04′ 34″ N, 1° 18′ 41″ E / 42.076037373255°N,1.3112715621506°E |           |                     | Modifica les dades a Wikidata |

## pont
| imatge | Nom                     | Ubicat a | instància de | Detalls                                                    | coordenades                                                         | Protecció                                  | Commons (més fotos)     | Dades a WD                    |
| ------ | ----------------------- | -------- | ------------ | ---------------------------------------------------------- | ------------------------------------------------------------------- | ------------------------------------------ | ----------------------- | ----------------------------- |
|        | Pont d'Oliana           | Oliana   | pont         | Estil: arquitectura popular Travessa: Segre                | 42° 05′ 23″ N, 1° 17′ 34″ E / 42.089715°N,1.29287°E                 | bé integrant del patrimoni cultural català | Pont d'Oliana           | Modifica les dades a Wikidata |
|        | Pont d'Oliana a la C-14 | Oliana   | pont         | Estil: arquitectura popular Travessa: Segre Hi passa: C-14 | 42° 05′ 09″ N, 1° 17′ 37″ E / 42.08575°N,1.29355°E                  | bé integrant del patrimoni cultural català | Pont d'Oliana a la C-14 | Modifica les dades a Wikidata |
|        | Pont de Reixar          | Oliana   | pont         | Hi passa: C-14                                             | 42° 04′ 24″ N, 1° 18′ 31″ E / 42.0733203215236°N,1.30862318188489°E |                                            |                         | Modifica les dades a Wikidata |

## serra
| imatge | Nom                 | Ubicat a                             | instància de | Detalls      | coordenades                                                         | Protecció | Commons (més fotos)          | Dades a WD                    |
| ------ | ------------------- | ------------------------------------ | ------------ | ------------ | ------------------------------------------------------------------- | --------- | ---------------------------- | ----------------------------- |
|        | Serra d'Oliana      | Bassella Oliana                      | serra        |              | 42° 03′ 46″ N, 1° 20′ 27″ E / 42.0627°N,1.34074°E 942 msnm          |           |                              | Modifica les dades a Wikidata |
|        | Serra del Cases     | Oliana                               | serra        |              | 42° 04′ 13″ N, 1° 19′ 28″ E / 42.07034722°N,1.32452222°E 613.2 msnm |           |                              | Modifica les dades a Wikidata |
|        | Serra dels Obacs    | Odèn Oliana                          | serra        |              | 42° 07′ 19″ N, 1° 20′ 37″ E / 42.12183333°N,1.34356111°E            |           | Serra dels Obacs (Oliana)    | Modifica les dades a Wikidata |
|        | serra de Turp       | Coll de Nargó Fígols i Alinyà Oliana | serra        | Llarg: 6.5km | 42° 09′ 04″ N, 1° 20′ 50″ E / 42.15109167°N,1.34728056°E            |           | Serra de Turp                | Modifica les dades a Wikidata |
|        | serra de les Canals | Oliana                               | serra        |              | 42° 05′ 29″ N, 1° 18′ 34″ E / 42.09125°N,1.30948056°E 854 msnm      |           | Serra de les Canals (Oliana) | Modifica les dades a Wikidata |

## Misc
| imatge | Nom                                          | Ubicat a                     | instància de                    | Detalls                                      | coordenades                                                                                       | Protecció                                  | Commons (més fotos) | Dades a WD                    |
| ------ | -------------------------------------------- | ---------------------------- | ------------------------------- | -------------------------------------------- | ------------------------------------------------------------------------------------------------- | ------------------------------------------ | ------------------- | ----------------------------- |
|        | Capella de Santa Bàrbara                     | Oliana                       | capella                         | Estil: arquitectura popular                  |                                                                                                   | bé integrant del patrimoni cultural català |                     | Modifica les dades a Wikidata |
|        | Grau d'Oliana                                | Oliana Peramola              | canyó                           |                                              | 42° 05′ 22″ N, 1° 17′ 34″ E / 42.089369°N,1.292787°E 442 msnm                                     |                                            | Grau d'Oliana       | Modifica les dades a Wikidata |
|        | Muralles del sector de la plaça del Lledoner | Oliana                       | muralla urbana                  | Estil: arquitectura popular                  | 42° 03′ 51″ N, 1° 18′ 49″ E / 42.06425°N,1.31357°E                                                | bé cultural d'interès nacional             |                     | Modifica les dades a Wikidata |
|        | Polígon industrial Els Figolers              | Oliana                       | polígon industrial              |                                              | 42° 04′ 15″ N, 1° 18′ 26″ E / 42.0709411415641°N,1.30729628797991°E                               |                                            |                     | Modifica les dades a Wikidata |
|        | Portal d'Oliana                              | Oliana                       | porta de ciutat                 | Estil: arquitectura popular                  | 42° 03′ 52″ N, 1° 18′ 49″ E / 42.064391°N,1.313569°E                                              | bé integrant del patrimoni cultural català | Portal d'Oliana     | Modifica les dades a Wikidata |
|        | Pou de gel d'Oliana                          | Oliana                       | pou de neu                      | Estil: arquitectura popular                  | 42° 03′ 51″ N, 1° 19′ 03″ E / 42.0643°N,1.31741°E                                                 | bé integrant del patrimoni cultural català | Pou de gel d'Oliana | Modifica les dades a Wikidata |
|        | Presa d'Oliana                               | Oliana                       | presa d'aigua presa de gravetat | Llarg: 262m Volum: 347492m³ Conca: 2672km²   | 42° 05′ 33″ N, 1° 17′ 37″ E / 42.092566666667°N,1.293725°E 520 540 msnm                           |                                            | Pantà d'Oliana      | Modifica les dades a Wikidata |
|        | Segre                                        | Catalunya Pirineus Orientals | riu curs d'aigua riu aurífer    | Desemboca: Ebre Llarg: 265km Conca: 22400km² | 42° 24′ 09″ N, 2° 06′ 30″ E / 42.4025°N,2.1084°E 41° 21′ 48″ N, 0° 18′ 16″ E / 41.3633°N,0.3044°E |                                            | Segre River         | Modifica les dades a Wikidata |
|        | Turp                                         | Oliana                       | vèrtex geodèsic                 | Alt: 1.2m                                    | 42° 09′ 04″ N, 1° 20′ 50″ E / 42.151134°N,1.347285°E 1619.938 msnm                                |                                            |                     | Modifica les dades a Wikidata |
|        | casa consistorial d'Oliana                   | Oliana                       | casa consistorial               |                                              | 42° 03′ 58″ N, 1° 18′ 43″ E / 42.0661519°N,1.3118502°E                                            |                                            |                     | Modifica les dades a Wikidata |